# العلاقات البريطانية الدومينيكانية
العلاقات البريطانية الدومينيكانية هي العلاقات الثنائية التي تجمع بين المملكة المتحدة وجمهورية الدومينيكان.

## مقارنة بين البلدين
هذه مقارنة عامة ومرجعية للدولتين:
| وجه المقارنة                                              | المملكة المتحدة                 | جمهورية الدومينيكان |
| --------------------------------------------------------- | ------------------------------- | ------------------- |
| المساحة (كم2)                                             | 242.50 ألف                      | 48.67 ألف           |
| عدد السكان (نسمة)                                         | 66.02 مليون                     | 10.40 مليون         |
| الكثافة السكانية (ن./كم²)                                 | 272.25                          | 213.68              |
| العاصمة                                                   | لندن                            | سانتو دومينغو       |
| اللغة الرسمية                                             | لغة إنجليزية، اللغة الويلزية    | اللغة الإسبانية     |
| العملة                                                    | جنيه إسترليني                   | بيزو دومنيكاني      |
| الناتج المحلي الإجمالي (بليون دولار)                      | 2.62 تريليون                    | 75.93 مليار         |
| الناتج المحلي الإجمالي (تعادل القوة الشرائية) بليون دولار | 2.72 تريليون                    | 149.89 مليار        |
| الناتج المحلي الإجمالي الاسمي للفرد دولار أمريكي          | 43.88 ألف                       | 6.47 ألف            |
| الناتج المحلي الإجمالي للفرد دولار أمريكي                 | 40.23 ألف                       | 13.26 ألف           |
| مؤشر التنمية البشرية                                      | 0.907                           | 0.715               |
| رمز المكالمات الدولي                                      | +44                             | +1809، +1829، +1849 |
| رمز الإنترنت                                              | .uk، .gb                        | .do                 |
| المنطقة الزمنية                                           | توقيت غرينيتش، توقيت غرب أوروبا | 00                  |

## مدن متوأمة
في ما يلي قائمة باتفاقيات التوأمة بين مدن بريطانية ودومينيكانية:
- ترتبط لندن مع سانتو دومينغو باتفاقية توأمة منذ 2015.[16][16][16][16]

## منظمات دولية مشتركة
يشترك البلدان في عضوية مجموعة من المنظمات الدولية، منها:
| علم المنظمة | اسم المنظمة                        | تاريخ انضمام المملكة المتحدة | تاريخ انضمام جمهورية الدومينيكان |
| ----------- | ---------------------------------- | ---------------------------- | -------------------------------- |
|             | المنظمة الهيدروغرافية الدولية      | ?                            | ?                                |
|             | الاتحاد البريدي العالمي            | ?                            | ?                                |
|             | يونسكو                             | 4 نوفمبر 1946                | 4 نوفمبر 1946                    |
|             | البنك الدولي للإنشاء والتعمير      | 27 ديسمبر 1945               | 18 سبتمبر 1961                   |
|             | منظمة التجارة العالمية             | 1995                         | ?                                |
|             | وكالة ضمان الاستثمار متعدد الأطراف | 12 أبريل 1988                | 7 مارس 1997                      |
|             | منظمة الشرطة الجنائية الدولية      | ?                            | ?                                |
|             | مؤسسة التمويل الدولية              | 20 يوليو 1956                | 31 أكتوبر 1961                   |
|             | الأمم المتحدة                      | 24 أكتوبر 1945               | 24 أكتوبر 1945                   |
|             | مؤسسة التنمية الدولية              | 24 سبتمبر 1960               | 16 نوفمبر 1962                   |
|             | منظمة حظر الأسلحة الكيميائية       | ?                            | ?                                |

## أعلام
هذه قائمة لبعض الشخصيات التي تربطها علاقات بالبلدين:
- روبرت هرمان شمبورك (مستكشف ألماني، 5 يونيو 1804[23][24][25] – 11 مارس 1865[23][24][25])
- ستيفن فيشر (دبلوماسي بريطاني، 7 فبراير 1965 – )

## وصلات خارجية
- موقع وزارة الخارجية البريطانية